# 哈尔明
哈尔明（英語：Harmine，也译为骆驼蓬碱）是一种β-咔啉类生物碱，化学式C13H12N2O。它存在于很多植物中，如骆驼蓬和卡披木。它可以可逆地抑制单胺氧化酶A（MAO-A），但不抑制MAO-B。